# Dewitt C. Greer State Highway Building
El Dewitt C. Greer State Highway Building (también conocido como State Highway Building) es una estructura de ocho pisos en el centro de la ciudad de Austin, en l estado de Texas  (Estados Unidos). Alberga oficinas de viviendas del Departamento de Transporte de Texas. Ubicado en la esquina suroeste de las calles 11th y Brazos (125 E. 11th Street), fue el primer rascacielos en Texas que se planeó para ser un edificio de oficinas estatales. Fue diseñado por el arquitecto Carleton Adams de San Antonio y se terminó en 1933 a un costo de 455.000 dólares. Ocupa el sitio de una de las primeras cárceles del condado de Travis que fue construida en 1876.  Presenta un elaborado estilo art déco, que incluye paneles decorativos de piedra caliza tallada sobre las puertas de entrada. El edificio se agregó al Registro Nacional de Lugares Históricos junto con el James E. Rudder State Office Building. Fue renombrado en 1981 de "State Highway Building" al nombre actual en honor a Dewitt C. Greer, quien fue el ex ingeniero de carreteras estatales y comisionado de carreteras.